# Лейк-Санті (Індіана)
Лейк-Санті (англ. Lake Santee) — переписна місцевість (CDP) в США, в округах Декатур і Франклін штату Індіана. Населення — 889 осіб (2020).

## Географія
Лейк-Санті розташований за координатами 39°24′37″ пн. ш. 85°18′28″ зх. д. / 39.41028° пн. ш. 85.30778° зх. д. (39.410327, -85.307703).  За даними Бюро перепису населення США в 2010 році переписна місцевість мала площу 7,31 км², з яких 6,39 км² — суходіл та 0,92 км² — водойми.

## Демографія
Згідно з переписом 2010 року, у переписній місцевості мешкало 820 осіб у 313 домогосподарствах у складі 258 родин. Густота населення становила 112 особи/км².  Було 525 помешкань (72/км²).
Расовий склад населення:
| - 97,1 % — білих - 1,2 % — чорних або афроамериканців - 0,1 % — корінних американців - 0,1 % — азіатів |

До двох чи більше рас належало 1,5 %. Частка іспаномовних становила 1,5 % від усіх жителів.
За віковим діапазоном населення розподілялося таким чином: 25,5 %;— особи молодші 18 років, 60,0 %;— особи у віці 18—65 років, 14,5 %;— особи у віці 65 років та старші. Середній вік мешканця становить 43 роки. На 100 осіб жіночої статі у переписній місцевості припадало 101,5 чоловіків;  на 100 жінок у віці від 18 років та старших;— 100,3 чоловіків також старших 18 років.
Середній дохід на одне домашнє господарство  становив 120 514 долари США (медіана — 91 577), а середній дохід на одну сім'ю — 122 178 доларів (медіана — 92 054). 
Цивільне працевлаштоване населення становило 455 осіб. Основні галузі зайнятості: виробництво — 53,8 %, роздрібна торгівля — 15,2 %, освіта, охорона здоров'я та соціальна допомога — 12,3 %.